# Pärnjõe
Pärnjõe är en ort i Estland. Den ligger i Vändra kommun och landskapet Pärnumaa, i den sydvästra delen av landet, 90 km söder om huvudstaden Tallinn. Pärnjõe ligger 39 meter över havet och antalet invånare är 206.
Terrängen runt Pärnjõe är mycket platt. Runt Pärnjõe är det mycket glesbefolkat, med 5 invånare per kvadratkilometer. Närmaste större samhälle är Vändra, 5,8 km öster om Pärnjõe. Omgivningarna runt Pärnjõe är en mosaik av jordbruksmark och naturlig växtlighet.